# Corpataux-Magnedens
Corpataux-Magnedens é uma comuna da Suíça, no Cantão Friburgo, com cerca de 886 habitantes. Estende-se por uma área de 4,47 km², de densidade populacional de 198 hab/km². Confina com as seguintes comunas: Arconciel, Farvagny, Hauterive, Rossens. 
A língua oficial nesta comuna é o Francês.